# Marc Madiot
Marc Madiot   (Renazé, 16 d'abril de 1959) va ser un ciclista francès que fou professional entre 1980 i 1994.
Excel·lent corredor de ciclocròs, destacà sobre els recorreguts tècnicament més difícils, cosa que li va permetre guanyar dues vegades la París-Roubaix, el 1985 i 1991. També destaca una etapa al Tour de França, així com un Campionat de França en ruta (1987).
El 1997 es feu càrrec de la direcció esportiva de l'equip francès Française des Jeux. L'abril de 2007 fou nomenat Cavaller de la Legió d'honor.
El seu germà Yvon Madiot també fou ciclista professional durant els anys vuitanta del segle xx.

## Palmarès
- 1979
  - 1r als Boucles de la Mayenne
  - 1r a la París-Roubaix sub-23
- 1981
  - 1r del Tour del Llemosí i vencedor d'una etapa
- 1982
  -  Campió de França de ciclo-cross
- 1983
  - 1r a la Polynormande
  - Vencedor d'una etapa del Giro de Sardenya
- 1984
  - 1r del Circuit de l'Aulne
  - 1r al Trofeu dels Escaladors
  - Vencedor d'una etapa del Tour de França
  - Vencedor d'una etapa de la Tirrena-Adriàtica
- 1985
  - 1r de la París-Roubaix
  - 1r al Gran Premi de Mauléon-Moulins
  - 1r al Gran Premi de Plumelec
  - 1r al Gran Premi de Valònia
  - Vencedor d'una etapa de la París-Niça
- 1987
  -  Campió de França en ruta
  - 1r del Tour de l'Avenir
  - 1r a la Polynormande
- 1989
  - Vencedor d'una etapa del Critèrium Internacional
- 1991
  - 1r de la París-Roubaix
- 1992
  - 1r al Trofeu dels Escaladors
  - Vencedor d'una etapa als Quatre dies de Dunkerque

### Resultats al Tour de França
- 1982. 30è de la classificació general
- 1983. 8è de la classificació general
- 1984. 35è de la classificació general. Vencedor d'una etapa
- 1985. 26è de la classificació general
- 1987. 47è de la classificació general
- 1988. 66è de la classificació general
- 1989. 34è de la classificació general
- 1991. 115è de la classificació general
- 1992. 70è de la classificació general

### Resultats al Giro d'Itàlia
- 1982. 34è de la classificació general
- 1988. 12è de la classificació general